# لين غراهام (مغني)
لين غراهام (بالإنجليزية: Len Graham)‏ هو مغني بريطاني، ولد في 1944 في مقاطعة أنترم في المملكة المتحدة.

## وصلات خارجية
- الموقع الرسمي
- لين غراهام على موقع ميوزك برينز (الإنجليزية)
- لين غراهام على موقع ديسكوغز (الإنجليزية)